# آلفرد توماس آرچیمدس توربرت
آلفرد توماس آرچیمدس توربرت (انگلیسی: Alfred Thomas Archimedes Torbert; ۱ ژوئیهٔ ۱۸۳۳ – ۲۹ اوت ۱۸۸۰) فرد نظامی اهل ایالات متحده آمریکا بود.